# Puccinia tripsaci
Puccinia tripsaci ist eine Ständerpilzart aus der Ordnung der Rostpilze (Pucciniales). Der Pilz ist ein Endoparasit von Säckelblumen-Arten (Ceanothus) sowie von Andropogon- und Tripsacum-Süßgräsern. Symptome des Befalls durch die Art sind Rostflecken und Pusteln auf den Blattoberflächen der Wirtspflanzen. Sie kommt im südlichen Nordamerika vor.

## Merkmale

### Makroskopische Merkmale
Puccinia tripsaci ist mit bloßem Auge nur anhand der auf der Oberfläche des Wirtes hervortretenden Sporenlager zu erkennen. Sie wachsen in Nestern, die als gelbliche bis braune Flecken und Pusteln auf den Blattoberflächen erscheinen.

### Mikroskopische Merkmale
Das Myzel von Puccinia tripsaci wächst wie bei allen Puccinia-Arten interzellulär und bildet Saugfäden, die in das Speichergewebe des Wirtes wachsen. Die Aecien  der Art besitzen 19–24 × 18–21 µm große, hyaline Aeciosporen mit runzliger Oberfläche. Die zimtbraunen Uredien der Art wachsen meist unterseitig auf den Blättern der Wirtspflanzen. Ihre gold- bis zimtbraunen Uredosporen sind kugelig, 26–30 × 26–30 µm groß und fein stachelwarzig. Die meist unterseitig wachsenden Telien der Art sind schwarzbraun, pulverig und früh unbedeckt. Die haselnussbraunen Teliosporen sind zweizellig, in der Regel breitellipsoid bis eiförmig und 30–40 × 22–27 µm groß. Ihre Stiele sind gelblich und bis zu 90 µm lang.

## Verbreitung
Das bekannte Verbreitungsgebiet von Puccinia tripsaci umfasst Nordamerika von den südlichen USA bis nach Mexiko.

## Ökologie
Die Wirtspflanzen von Puccinia tripsaci sind für den Haplonten Ceanothus-Arten sowie Tripsacum- und Andropogon-Arten für den Dikaryonten. Der Pilz ernährt sich von den im Speichergewebe der Pflanzen vorhandenen Nährstoffen, seine Sporenlager brechen später durch die Blattoberfläche und setzen Sporen frei. Die Art verfügt über einen Entwicklungszyklus, von dem bislang lediglich Telien und Uredien sowie deren Wirt bekannt sind; Spermogonien und Aecien konnten dem Pilz nicht zugeordnet werden.